# جف مولینز
جف مولینز (انگلیسی: Jeff Mullins؛ زادهٔ ۱۸ مارس ۱۹۴۲) بازیکن بسکتبال اهل ایالات متحده آمریکا بود.
از باشگاه‌هایی که در آن بازی کرده‌است می‌توان به گلدن استیت واریرز اشاره کرد.
وی در مسابقات کشوری و بین‌المللی در مجموع برندهٔ ۱ مدال طلا شده‌است.